# Lechaschau
Lechaschau je obec v Rakousku ve spolkové zemi Tyrolsko v okrese Reutte.
Žije zde 1 985 obyvatel (1. 1. 2011).